# Italo Mácola
Italo de Almeida Mácola Junior (Belém, 9 de agosto de 1960) é um advogado, administrador público e político brasileiro.
De família oriunda da cidade de Igarapé-Miri, no Pará, é filho de Italo de Almeida Mácola e Maria Madalena de Almeida Mácola. É casado com Esther Barbosa Mácola.

## Carreira profissional e política
Foi líder estudantil, bancário, professor, advogado e defensor público. Em 1988 formou-se em direito pela Universidade Federal do Pará.
Em 1983 ingressou na Defensoria Pública onde exerceu, dentre outras funções, a chefia da divisão de recursos humanos; presidiu a comissão de sindicância e foi chefe de finanças e contabilidade. Foi defensor público do bairro do Guamá e São Brás,, procurador geral nas gestões de 1995, 2002 e 2003; e presidente do Colégio Nacional de Defensores Públicos do Brasil. Em sua gestão como procurador geral da Defensoria Pública, inaugurou em 1998, dentre outros, o prédio-sede da Defensoria Pública.
Em 2001, foi presidente da Associação dos Defensores Públicos, tendo sido eleito por unanimidade e inaugurado o prédio-sede da associação. Foi chefe da casa civil da governadoria do estado no governo Almir Gabriel, em 1999 e 2000. Membro titular do conselho de administração do Banco do Estado do Pará, na qualidade de representante do governo do Pará; membro do conselho das Centrais Elétricas do Pará, como representante dos consumidores.
Seu nome constou da lista sêxtupla concorrendo ao cargo de desembargador, ficando em segundo lugar no sufrágio direto.
Dentre as várias condecorações que recebeu está a comenda do Mérito Grão-Pará, a da Ordem do Mérito Coronel Fontoura, a do Mérito Legislativo Neuton Miranda e do Mérito Tiradentes, bem como a condecoração recebida pelo Colégio Nacional de Dirigentes de Defensorias Públicas, por relevantes serviços prestados. Posteriormente foi colocado à disposição da Secretaria Extraordinária de Assuntos Institucionais.
Exerceu o cargo de secretário executivo de Justiça do Estado do Pará, no governo Simão Jatene, nomeado em 22 de abril de 2005. Candidatou-se a deputado estadual, sido eleito com mais de 28 mil votos, pelo Partido da Social Democracia Brasileira (PSDB). Exerceu o cargo de secretario legislativo da Assembleia Legislativa do Estado do Pará, em 2012 e, em 2013, assumiu o mandato de deputado estadual. Em 2015 foi nomeado ouvidor-geral do Estado do Pará.